# Хоулмар Ертн Ејоулфсон
Хоулмар Ертн Ејоулфсон (исл. Hólmar Örn Eyjólfsson‎‎; Сејдауркроукир, 6. август 1990) професионални је исландски фудбалер који примарно игра у одбрани на позицији центархалфа, а повремено и на позицији дефанзивног везног у средини терена.
Његов отац је некадашњи фудбалер и репрезентативац Ејуолфир Сверисон.

## Клупска каријера
Професионалну каријеру започео је 2007. као играч Коупавогира у истоименом градићу југоисточно од Рејкјавика. Као перспективан играч у јулу 2008. прелази у редове енглеског Вест Хем јунајтеда, али током три сезоне проведене у енглеском клубу углавном је играо или у резервном саставу или као позајмљен играч.
Потом три сезоне проводи у немачком Бохуму, а највеће успехе у играчкој каријери доживљава као играч норвешког Розенборга са којим током три сезоне осваја две „дупле круне”.
У наредном периоду игра још и за израелски Макаби из Хаифе и бугарски Левски из Софије.

## Репрезентативна каријера
За сениорску репрезентацију Исланда дебитовао је 30. маја 2012. у пријатељској утакмици са селекцијом Шведске.
Селектор Хејмир Халгримсон уврстио га је на списак играча за Светско првенство 2018. у Русији, где није одиграо ни једну утакмицу у групи Д.

### Голови за репрезентацију
| №  | Датум            | Место  | Ривал      | Гол. | Рез. | Такмичење            |
| -- | ---------------- | ------ | ---------- | ---- | ---- | -------------------- |
| 1. | 14. јануар 2018. | Слеман | Индонезија | 6:0  | 6:0  | Пријатељска утакмица |

## Успеси и признања
ФК Розенборг
- Првенство Норвешке (2): 2015, 2016.
- Норвешки куп (2): 2015, 2016.